# Vieux-Berquin
Vieux-Berquin (niederländisch: Oud-Berkijn) ist eine französische Gemeinde mit 2641 Einwohnern (Stand: 1. Januar 2022) im Département Nord in der Region Hauts-de-France. Sie gehört zum Arrondissement Dunkerque und ist Mitglied im Gemeindeverband Cœur de Flandre Agglo. Die Einwohner werden Vieux-Berquinois und Vieux-Berquinoises genannt.

## Geografie

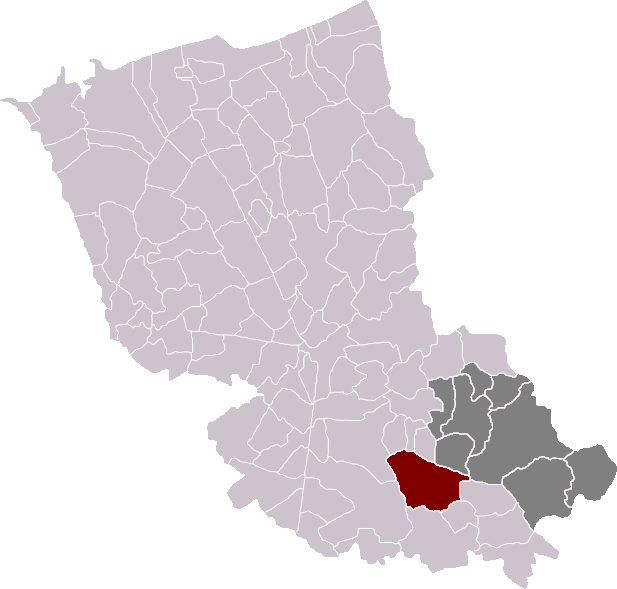
Lage von Vieux-Berquin im Arrondissement Dunkerque

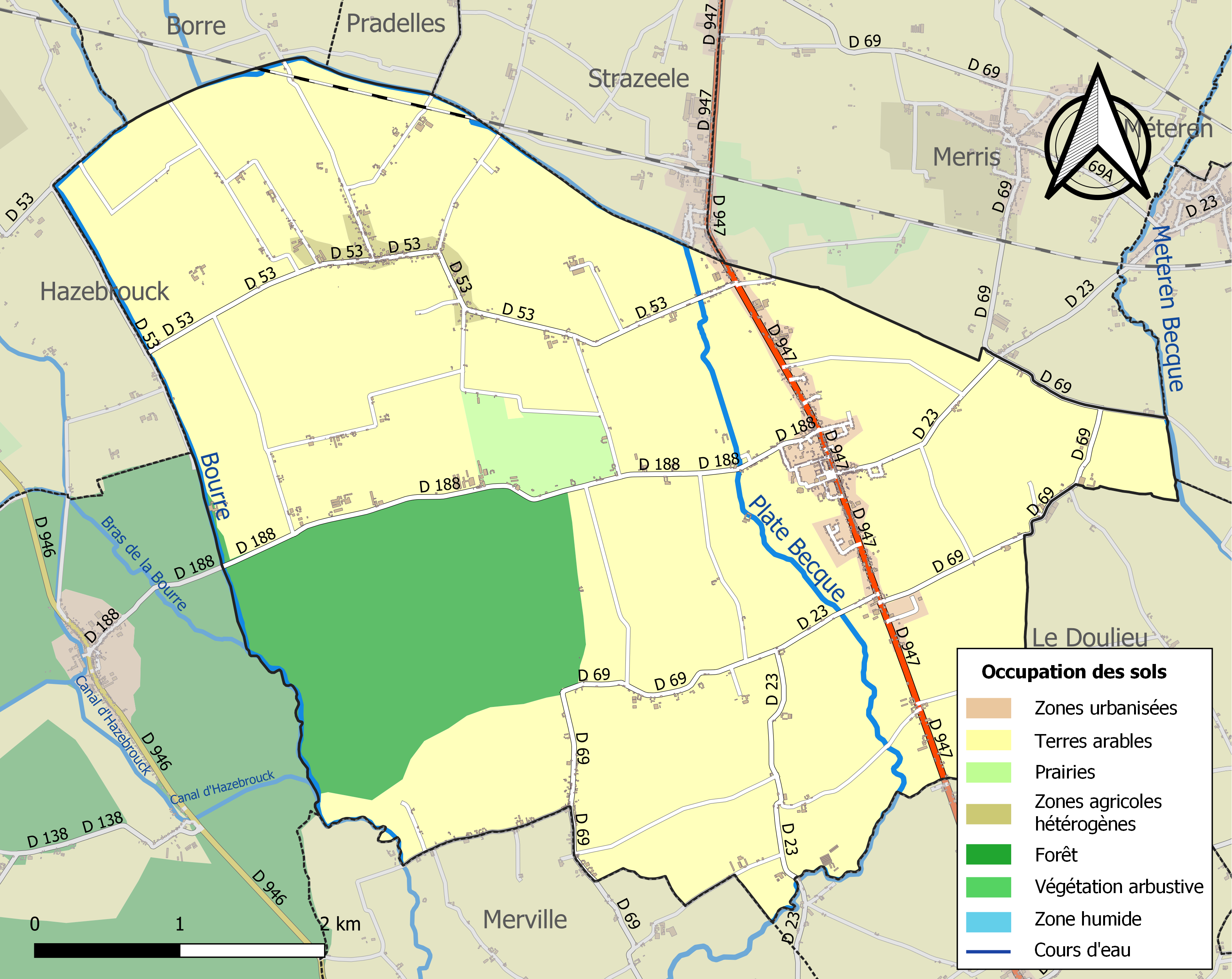
Bodennutzung und Infrastruktur der Gemeinde (2018)

Vieux-Berquin liegt in Französisch-Flandern etwa 42 Kilometer südsüdöstlich von Dünkirchen und etwa 31 Kilometer westnordwestlich von Lille in der Région naturelle Houtland. Die Bourre markiert die westliche Gemeindegrenze. Außerdem wird Vieux-Berquin von der Plate Becque, der Breyne Becque, der Méteren Becque, dem Courant du Pont de Beurre, auch Courant de l’Hautdyck genannt, und verschiedenen kleineren Wasserläufen entwässert. Das Zentrum liegt auf etwa 20 m Höhe wie auch vergleichsweise das gesamte Gemeindegebiet.
Ein Teil des westlichen Gebiets von Vieux-Berquin gehört zur ZNIEFF-Naturzone „La forêt domaniale de Nieppe et ses lisières“ (310013746). Rund 84 % der Fläche der Gemeinde werden landwirtschaftlich genutzt, rund 14 % sind bewaldet, insbesondere durch den Anteil an der Forêt domaniale de Nieppe, rund 2 % entfallen auf bebaute Fläche (Stand: 2018).
Umgeben wird Vieux-Berquin von den Nachbargemeinden Pradelles und Strazeele im Norden, Merris und Bailleul im Nordosten, Le Doulieu im Osten, Neuf-Berquin im Südosten, Merville im Süden und Südwesten, Morbecque im Westen sowie Hazebrouck und Borre im Nordwesten.

## Geschichte
Die erste schriftliche Erwähnung des Dorfes stammt aus dem Jahr 1160 in einer in lateinischer Sprache verfassten Urkunde, die in Aire-sur-la-Lys ausgestellt wurde. Damals wurde von Berquin und nicht von Vieux-Berquin gesprochen. In der ersten Hälfte des 13. Jahrhunderts kam es zu einer ersten Unterscheidung zwischen den heutigen Nachbardörfern Neuf-Berquin und Vieux-Berquin. „Wies Berkin“ wurde im Jahr 1229 erwähnt und „Nuef-Berkin“ im Jahr 1239. Ab 1315 wurde von „Noordberkin“ (Vieux-Berquin) und „Zuidberkin“ (Neuf-Berquin) gesprochen.
Die Deutschen besetzten im Oktober 1914 den Norden Frankreichs und erreichten Vieux-Berquin am 9. Oktober. Sie brannten Bauernhöfe nieder und töteten drei Zivilisten. Am 12. Oktober griffen die Engländer ein, um sie zurückzudrängen, was am 13. Oktober geschah. Die letzten Kriegsmonate waren sowohl für das Dorf als auch für die umliegenden Städte und Dörfer fatal. Die Deutsche Frühjahrsoffensive 1918 begann im Frühjahr mit dem Ziel, die Monts de Flandre zu erobern. Vieux-Berquin wurde am 11. April 1918 evakuiert und am 12. April innerhalb weniger Stunden vollständig zerstört. Die Australier kämpften zu dieser Zeit im Sektor Vieux-Berquin.

## Bevölkerungsentwicklung
| Jahr                       | 1962 | 1968 | 1975 | 1982 | 1990 | 1999 | 2006 | 2013 | 2020 |
| Einwohner                  | 1906 | 1864 | 1759 | 1949 | 2092 | 2185 | 2277 | 2497 | 2634 |
| Quellen: Cassini und INSEE |      |      |      |      |      |      |      |      |      |

## Sehenswürdigkeiten
- Reste einer mittelalterlichen Erdhügelburg im Weiler Plessy, seit 1980 als Monument historique eingeschrieben
- Reste einer mittelalterlichen Erdhügelburg, seit 1988 als Monument historique eingeschrieben
- Kirche Saint-Barthélemy, neu errichtet in den 1930er Jahren
- Kirche Saint-Charles-Borromée im Ortsteil Le Sec Bois
- Zwei Soldatenfriedhöfe des Commonwealth

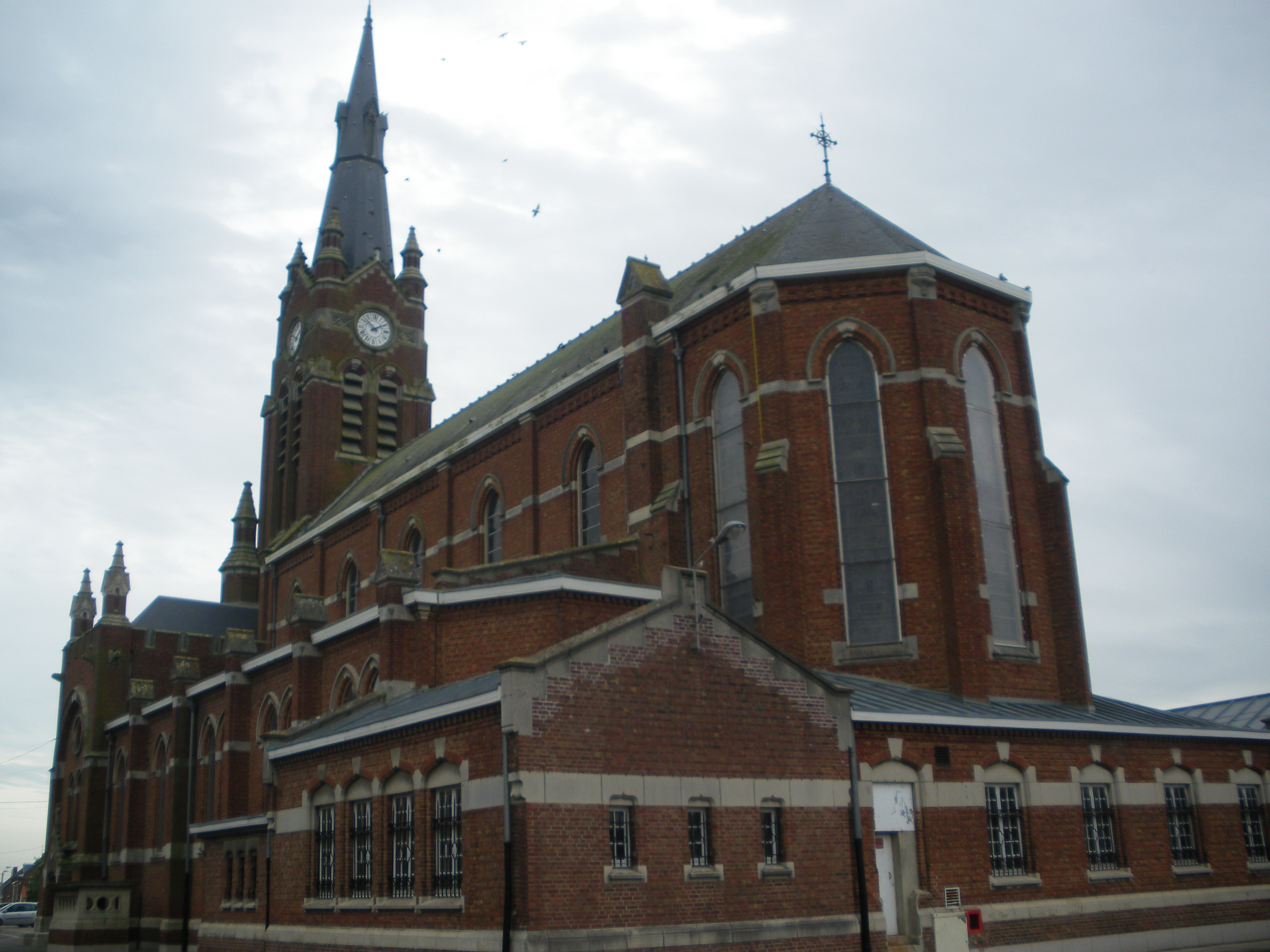
Kirche Saint-Barthélemy
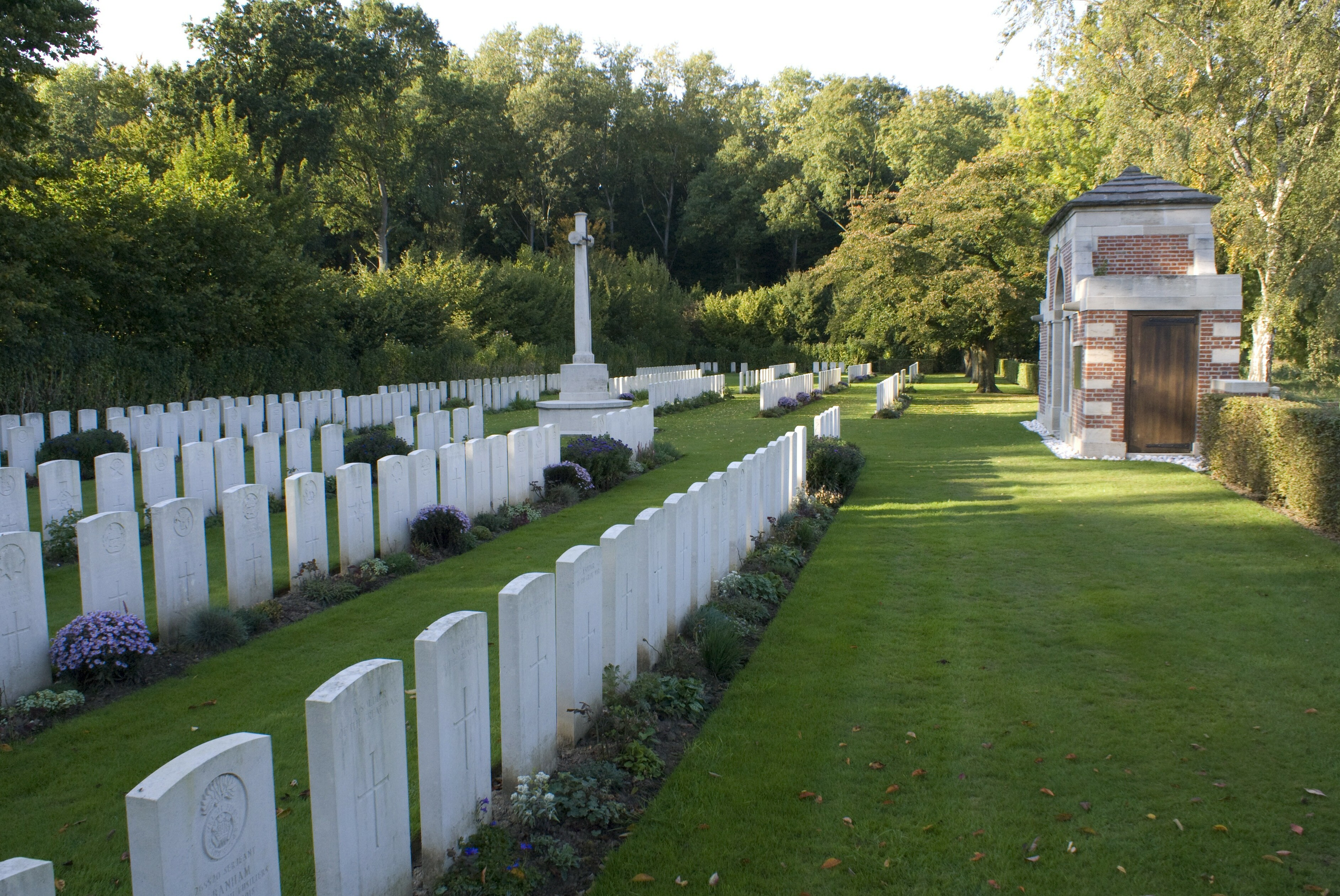
Aval Wood-Soldatenfriedhof
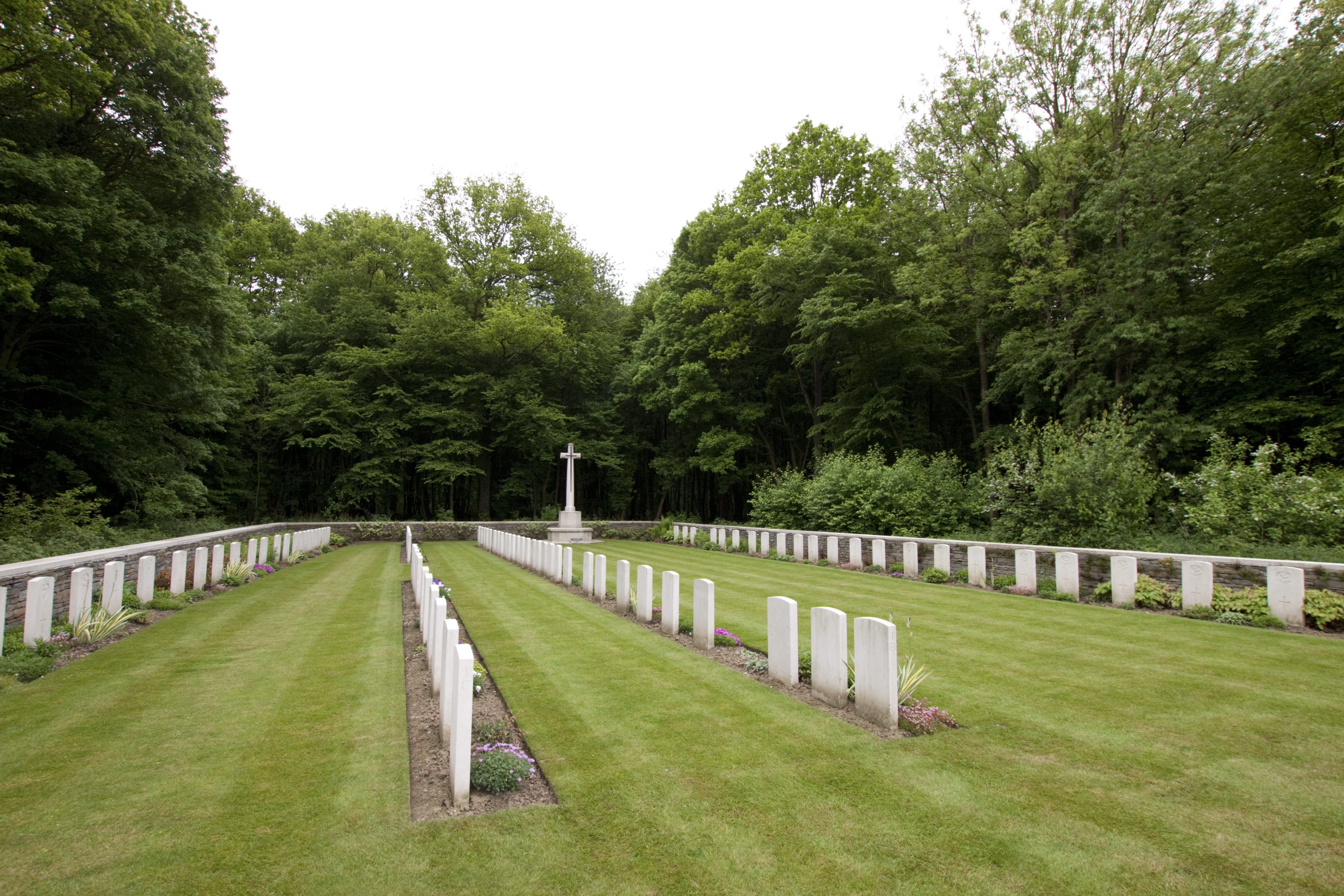
Nieppe-Bois-Soldatenfriedhof
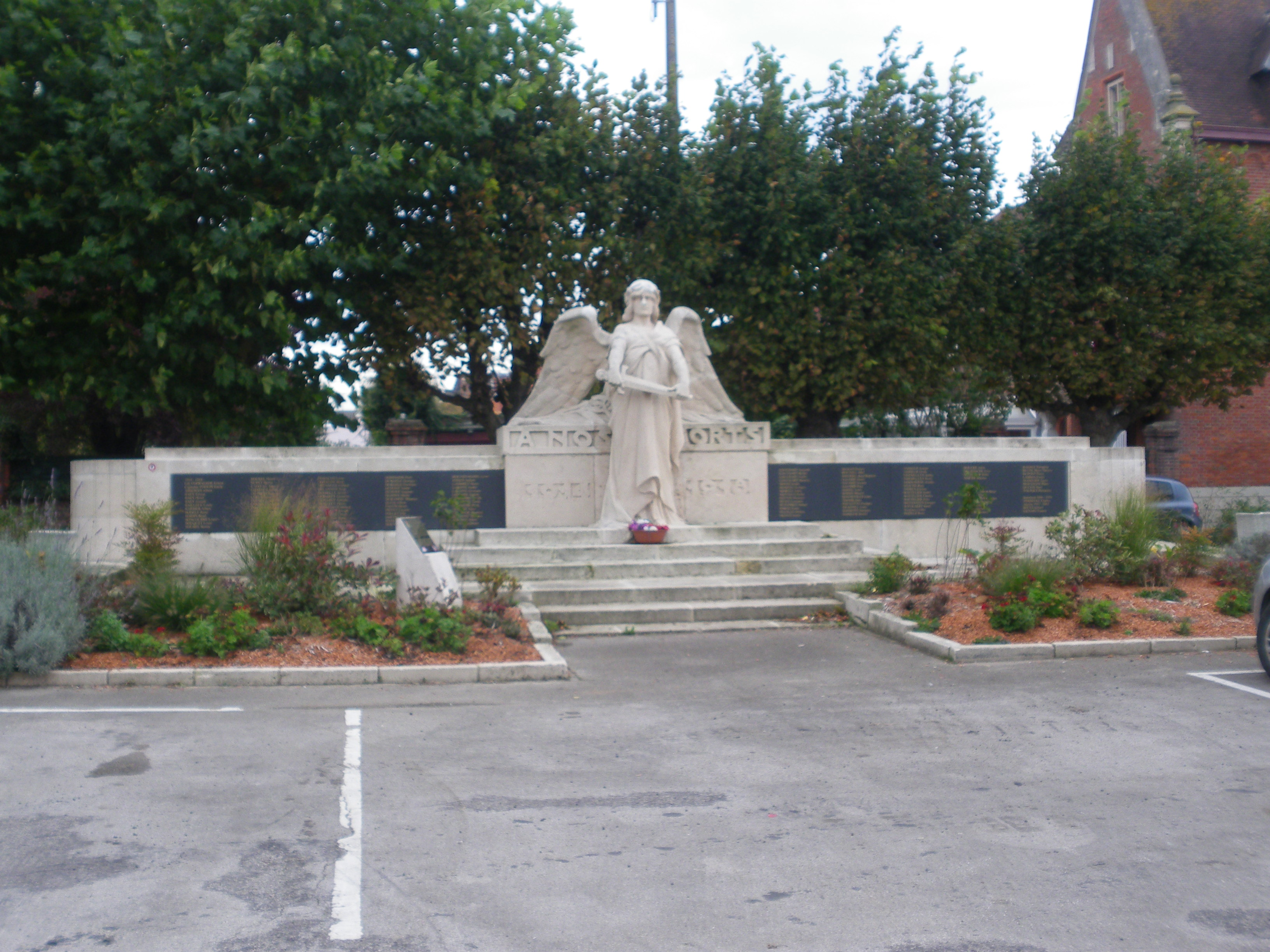
Gefallenendenkmal

## Verkehr
Die Departementsstraße D 947, die ehemalige Route nationale 347 von Lens nach Bray-Dunes, durchquert das Gemeindegebiet von Südost nach Nordwest und führt nach Strazeele im Norden und nach Neuf-Berquin im Süden. Die nachgeordneten Departementsstraßen D 23, D 53, D 168 und lokale Landstraßen verbinden das Zentrum mit den Weilern der Gemeinde und weiteren Nachbargemeinden. Busse einer Linie der Transportgesellschaft Arc-en-Ciel des Départements Nord fahren nach Hazebrouck im Nordwesten und nach Bailleul im Osten.

## Persönlichkeiten
- Louis de Berquin (1490–1529), französischer Humanist, Jurist, Staatsbeamter, Sprachwissenschaftler und Reformator, geboren in Vieux-Berquin
- Jules-Auguste Lemire (1853–1928), französischer Geistlicher und Politiker, geboren in Vieux-Berquin
- Morgane Ribout (* 1988), französische Judokate, geboren in Vieux-Berquin

## Gemeindepartnerschaft
Mit der deutschen Gemeinde Nentershausen in Rheinland-Pfalz besteht seit 1975 eine Partnerschaft.